# Mats Arvidsson (kulturjournalist)
Mats Einar Arvidsson, född 17 februari 1944 i Stockholm, död 17 augusti 2022 i Österåker-Östra Ryds distrikt i Stockholms län, var svensk konstkritiker och kulturjournalist. 
Arvidsson medverkade i olika kulturprogram i Sveriges Radio sedan slutet av 1960-talet, bland annat Kulturnytt, Snittet, Vågen och Bildrutan. Arvidsson var sommarpratare 1991. Samma år fick han Stora Journalistpriset i kategorin radio med motiveringen "Han har utvecklat kulturjournalistiken i radio. Han förenar kunskaper med ett levande och personligt språk och avvinner kända ämnen nya aspekter."